# Ericolophium dubium
Ericolophium dubium är en insektsart. Ericolophium dubium ingår i släktet Ericolophium och familjen långrörsbladlöss. Inga underarter finns listade i Catalogue of Life.